# Statue du Christ Protecteur
Le Christ Protecteur (en portugais : O Cristo Protetor) est une statue monumentale en construction du Christ située dans la ville brésilienne d'Encantado. Prévue pour mesurer quarante-trois mètres de hauteur, la statue achevée devrait alors dépasser celle du Christ Rédempteur à Rio de Janeiro.
Le monument est en construction à partir de 2019. Il s'agit d'un projet initié par l'ancien maire, Adroaldo Conzatti, mort en 2021 du Covid-19, et financé intégralement par des dons privés.

## Historique

### Projet et financement
À l'origine du projet, le maire d'Encantado souhaite valoriser le potentiel touristique de sa ville. Un prêtre le soutient, affirmant que la statue aura pour double but de « transmettre la foi des habitants d'Encantado et promouvoir le tourisme dans la région ». Le coût du projet est de deux millions de réaux, soit environ 295 000 euros en 2021 ; il est supporté intégralement par des dons privés ainsi que des loteries.

### Construction
La construction de la sculpture démarre en 2019. En 2021, l'initiateur du projet meurt de complications liées au Covid-19 ; c'est son fils Gilson Conzatti qui reprend le flambeau de la construction de la statue.

## Caractéristiques

### Dimensions et aménagement
La hauteur totale de la statue est de quarante-trois mètres, comprenant le piédestal. D'une extrémité du bras à l'autre, l'envergure de l'édifice est de trente-six mètres. Le Christ d'Encantado est donc plus haut que le Christ Rédempteur de Rio de Janeiro, qui mesure trente-huit mètres de la base du piédestal au sommet.
Un ascenseur est prévu à l'intérieur de la statue pour monter à l'intérieur du buste, d'où une ouverture en forme de cœur permettra la vue.

### Comparaisons avec d'autres statues
Toutefois, le Christ-Roi de Świebodzin, en Pologne, terminé en 2010, est plus élevé avec une hauteur de 52,5 mètres (172 pieds). En Indonésie, le Jesus Buntu Burake (en) situé à Sulawesi, est de dimensions comparables, avec quarante mètres de hauteur, mais 52,55 mètres en comprenant le piédestal.
En 2018, un autre projet est lancé au Mexique, dans la ville de Ciudad Victoria, avec une statue encore plus haute de 77 mètres ou 252 pieds.